# Synargis
Genre
Synargis est un genre d'insectes lépidoptères de la famille des Riodinidae et de la sous-famille des Riodininae. 
Ils résident en Amérique.

## Dénomination
Le genre a été décrit par l'entomologiste allemand Jakob Hübner en 1819  sous le nom de Synargis.

## Liste des espèces
- Synargis abaris (Cramer, 1776); présent en Guyane, en Guyana et dans le reste de l'Amazonie.
- Synargis agle (Hewitson, [1853]); présent en Guyane, en Guyana et au  Brésil.
- Synargis axenus (Hewitson, 1876); présent au Brésil et en Argentine.
- Synargis bifasciata (Mengel, 1902); présent au Brésil.
- Synargis calyce (C. & R. Felder, 1862); présent au Surinam, en Guyana,en Colombie, au Brésil et au Pérou.
- Synargis chaonia (Hewitson, [1853]); présent en Guyane et au  Brésil.
- Synargis dirca (Stichel, 1911); présent à Panama.
- Synargis ethelinda (Hewitson, 1870); présent au Brésil.
- Synargis fenestrella (Lathy, 1932); présent en Guyane et en Équateur.
- Synargis galena (Bates, 1868); présent en Guyane, en Guyana et au  Brésil.
- Synargis gela (Hewitson, [1853]); présent en Équateur et au  Brésil.
- Synargis mycone (Hewitson, 1865); présent au Mexique et en Colombie.
- Synargis nymphidioides (Butler, 1872); présent au Mexique, au Guatemala, au Costa Rica et  à Panama.
- Synargis ochra (Bates, 1868); présent au Guatemala, en Colombie, au  Brésil et au Pérou.
- Synargis orestessa Hübner, [1819]; présent en Guyane, en Guyana, en Équateur et au Brésil.
- Synargis palaeste (Hewitson, 1870); présent au Costa Rica et en Colombie.
- Synargis paulistina (Stichel, 1910); présent au Paraguay et au  Brésil.
- Synargis pittheus (Hoffmannsegg, 1818); présent au Surinam, en Colombie, au Venezuela et au  Brésil.
- Synargis phliasus (Clerck, 1764); présent au Nicaragua, à Panama, en Guyane, en Guyana, à Trinité-et-Tobago  et au  Brésil.
- Synargis regulus (Fabricius, 1793); présent au Brésil.
- Synargis soranus (Stoll, 1781); présent au Surinam.
- Synargis sylvarum (Bates, 1867); présent au Brésil.
- Synargis tytia (Cramer, [1777]); présent en Guyane, en Guyana, en Équateur, au  Brésil et au Pérou.
- Synargis victrix (Rebel, 1901); présent au Brésil.

## Source
- Synargis sur funet